# Caldera (Chiriquí)
Caldera es un corregimiento del distrito de Boquete en la provincia de Chiriquí, República de Panamá. La localidad tiene 1.560 habitantes (2010).